# Gudalur (Theni)
Gudalur es un municipio de la India situado en el distrito de Theni, en el estado de Tamil Nadu. Según el censo de 2011, tiene una población de 41 915 habitantes.